# 신카모정
신카모정(新加茂町)은 오카야마현 도마타군에 있던 정이다. 현재의 쓰야마시에 해당한다.

## 역사
- 1889년 6월 1일 - 정촌제 시행에 수반해 우노촌, 구라미촌, 우쿠로기촌, 우사이노타니촌, 고나카하라촌, 닷츄촌, 우토카촌, 하라구치촌이 합병해 도난조군 가모촌이 발족하였다.
- 1900년 4월 1일 - 도호쿠조군, 사이사이조군, 도난조군, 사이호쿠조군、도마타군이 되었다.
- 1924년 7월 1일 - 가모촌이 정으로 승격해 가모정이 되었다.
- 1942년 5월 27일 - 니시카모촌, 히가시카모촌과 합병해 새롭게 가모정이 되었다.
- 1951년 5월 1일 - 가모정에서 가모정이 분리해, 신카모정이 되었다.
- 1954년 4월 1일 - 가모정, 가미카모촌과 합병, 새롭게 가모정이 되었다.

## 참고문헌
- 和泉橋警察署 『新旧対照市町村一覧』第2冊（東京 ： 加藤孫次郎、1889（明22））
- 地名編纂委員会 『角川日本地名大辞典33 岡山県』（角川学芸出版、1989、ISBN 4040013301）